# Hasso Plattner
Hasso Plattner (Berlino, 21 gennaio 1944) è un imprenditore, filantropo e velista tedesco, miliardario, co-fondatore del colosso di software SAP SE, di cui è stato presidente sino al maggio 2003 e proprietario della squadra di hockey su ghiaccio San Jose Sharks.
Secondo Forbes nel 2022 il suo patrimonio era stimato in 6,8 miliardi di dollari. Mecenate delle arti, la “Fondazione Hasso Plattner” ha finanziato la ricostruzione del Palazzo Barberini di Potsdam dando vita al Museo Barberini, inaugurato nel 2017. Plattner è cittadino onorario di Potsdam e portatore della Croce Federale al Merito.
Plattner è un entusiasta velista di regata e un timoniere di successo. Ha vinto tra l'altro la Sydney-Hobart Regatta 1996 in un nuovo tempo record con lo yacht d'altura "Morning Glory".  Nella classe 505 ha preso parte a nove campionati del mondo dal 2005 al 2013.  Nella classe TP52 milita nella 52 Super Series dal 2018,  nel 2019 ha preso parte al Campionato del Mondo.

## Biografia
Hasso Plattner è cresciuto a Berlino-Grunewald e Costanza. Suo padre, Horst Plattner (1918–2001), era un oculista originario di Sibiu in Transilvania (Romania). Dopo essersi diplomato al liceo nel 1963, Plattner ha studiato ingegneria delle comunicazioni presso l'Università di Karlsruhe (TH) (ora Karlsruhe Institute of Technology) (KIT).
Plattner ha iniziato la sua carriera professionale nel 1968 presso IBM in Germania. Nel 1972, insieme ai suoi colleghi Claus Wellenreuther, Hans Werner Hector, Klaus Tschira e Dietmar Hopp, ha fondato la società SAP, nella quale nel 1979 assume la responsabilità generale dell'area tecnologica. Fino al 9 maggio 2003, Plattner è stato co-CEO di SAP insieme a Henning Kagermann. Da allora è Presidente del Supervisory Board di SAP. È stato confermato per l'ultima volta in carica nel maggio 2022 all'assemblea generale annuale della società con quasi il 91% dei voti espressi.
Indipendentemente dal suo mandato nel consiglio di sorveglianza, Plattner fornisce consulenza a SAP in qualità di Chief Software Advisor "sull'orientamento e sulla strategia tecnologica a medio e lungo termine". Detiene circa il 6% delle azioni SAP (a ottobre 2020).
In una cerimonia a Potsdam per celebrare il 60º compleanno del fondatore il 21 gennaio 2004, l'allora cancelliere Gerhard Schröder ha elogiato il lavoro di Plattner con le parole: "Per far avanzare la Germania economicamente, abbiamo bisogno di molti Hasso Plattner e di molti SAP". Con molto impegno, Plattner ha creato una società globale e ha così dimostrato "che le aziende tedesche possono essere leader mondiali in termini di tecnologia". La Germania può anche imparare dall'Istituto Hasso Plattner per l'ingegneria dei sistemi software .
In un'intervista nell'agosto 2004, Roland Berger, fondatore di Roland Berger Strategy Consultants, ha nominato Hasso Plattner come uno dei cinque tedeschi che lo hanno impressionato di più. Berger ha descritto come un "colpo da maestro" il modo in cui Plattner ha fondato SAP, l'ha costruita e costantemente riallineata con il mercato in evoluzione.